# Revierwasserlaufanstalt Freiberg
Die Revierwasserlaufanstalt Freiberg (RWA), zuvor Revier-Wasserlaufs-Anstalt oder Revierwasserlaufsanstalt, ist sowohl eine montanhistorische, denkmalgeschützte Sachgesamtheit als auch eine Staumeisterei der Landestalsperrenverwaltung Sachsen. Über ein etwa 70 Kilometer langes System aus Kunstgräben und Röschen mit elf Kunstteichen versorgt sie heute den Freiberger, Chemnitzer und Dresdner Raum mit Trink- und Brauchwasser. Überdies dienen die größeren Teiche dem Hochwasserschutz.
Das System war ab 1558 über drei Jahrhunderte bis 1882 geschaffen worden, um den Freiberger Bergbau mit Aufschlagwasser zu versorgen. Ab 1684 wurde es als Kurfürstliche Stolln- und Röschen-Administration staatlich organisiert. Ein ähnliches, aber deutlich umfangreicheres und weiter verzweigtes Netz, war im Harz mit dem Oberharzer Wasserregal angelegt worden.

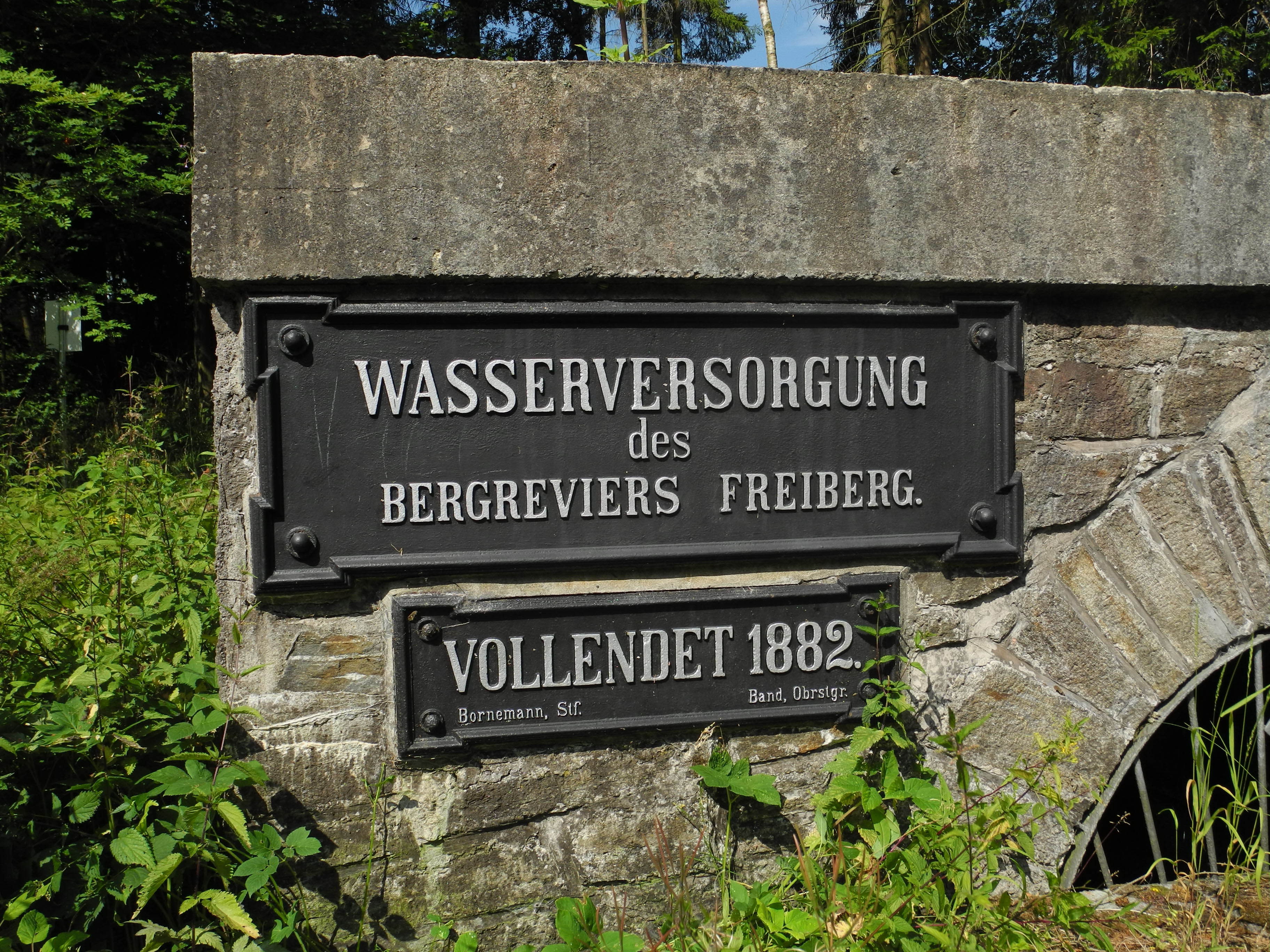
Revierwasserlaufanstalt Freiberg: Mundloch der II. Cämmerswalder Rösche

Die als technisches Denkmal geschützte Revierwasserlaufanstalt Freiberg ist Teil des UNESCO-Welterbes Montanregion Erzgebirge; die Einzeldenkmale sind in der Liste der Kulturdenkmale der Revierwasserlaufanstalt Freiberg aufgeführt.

## Zweck und Aufgaben
Hauptzweck der RWA ist die Versorgung der Industrie des Freiberger Raumes mit Brauchwasser. Überleitungen aus der Oberen Wasserversorgung liefern darüber hinaus Rohwasser zur Trinkwassergewinnung in die Großräume Chemnitz und Dresden. Sechs Teiche tragen zum Hochwasserschutz in der Region von Freiberger Mulde und Zschopau bei. Einige Teiche werden fischereiwirtschaftlich genutzt und in zwei Teichen bestehen Bademöglichkeiten. Die Bergwerksteiche und ihre Randsäume entwickelten im Laufe der Jahrhunderte eine spezielle Flora und Fauna und tragen als FFH Freiberger Bergwerksteiche zur Erhaltung seltener Arten bei.
Ursprünglich dienten die Anlagen jedoch vor allem der Wasserversorgung des Bergbaus bei Brand-Erbisdorf. Sie lieferten Aufschlagwasser für die Wasserräder, die eindringendes Wasser über Wasserkünste aus den Bergwerken hoben. Durch Mehrfachnutzung wurde das Wasser nicht nur in mehreren Gruben genutzt, sondern auch in Pochwerken, Erzwäschen und Hüttenwerken. Die Teiche hatten hierbei vor allem eine regulierende Funktion, um Perioden des Wassermangels und -überflusses auszugleichen und für gleichbleibenden Zufluss zu sorgen. Mit Beendigung des Bergbaus dienten die Anlagen schließlich noch der Energiegewinnung im untertägigen Kavernenkraftwerk Drei-Brüder-Schacht.

## Lage und Beschreibung
Das Einzugsgebiet der RWA erstreckt sich im Süden Freibergs von der Flöha an der tschechischen Grenze bis zum Münzbach in Freiberg. Das Gesamtsystem unterteilt sich in eine Obere und eine Untere Wasserversorgung.
Die Obere Wasserversorgung hat eine Länge von etwa 47 km und fällt von 585 auf 505 m ü. NN. Zu ihr gehören fünf Teiche. Sie beginnt an der Rauschenbachtalsperre, die die Flöha aufstaut. Bis 1968 war der Beginn am Neuwernsdorfer Wasserteiler, einer Einrichtung, die erst ab einer bestimmten Durchflussmenge Wasser in die RWA abließ. Er ist mittlerweile überstaut. Stattdessen entstand ein neuer Ableitungsschacht am Hemmberg bei Cämmerswalde, der sein Wasser auf das System der Oberen Wasserversorgung überleitet.
Das Wasser fließt erst in südwestlicher und dann in nordwestlicher Richtung überwiegend unterirdisch in Röschen in den Dittmannsdorfer Teich und weiter in den Dörnthaler Teich. Wichtige Zuflüsse in diesem Abschnitt sind der Cämmerswalder Dorfbach, der Mortelbach, der Bierwiesenbach, der im Nebenschluss den Bergwerksteich aufstaut, und der Haselbach. Am Dörnthaler Teich existiert ein Abfluss zur Saidenbachtalsperre, die den Chemnitzer Raum versorgt. Im flacher werdenden Gelände überwiegen Kunstgrabenabschnitte, die das Wasser an dem ebenfalls im Nebenschluss liegenden Obersaidaer Teich vorbei führen, der jedoch vom Saidenbach aufgestaut wird, sowie zum Oberen Großhartmannsdorfer Teich. Von hier kann Wasser über eine Druckrohrleitung in die Lichtenbergtalsperre abgegeben werden, die den Dresdner Raum versorgt. Den Abschluss bildet der Kohlbach-Kunstgraben, von dem die Möglichkeit besteht, über den Mittleren Großhartmannsdorfer Teich sowie einen weiteren Schütz Wasser in die Untere Wasserversorgung abzuschlagen.
Die Untere Wasserversorgung hat eine Länge von etwa 23 km und fällt von 530 auf 470 m ü. NN. Zu ihr gehören gegenwärtig sechs Teiche. Sie beginnt am Zethaubach und verläuft zum größten Objekt der RWA, dem Unteren Großhartmannsdorfer Teich, der außerdem mehrere Bäche und das Wasser des Mittleren Großhartmannsdorfer Teiches aufnimmt. Über den Müdisdorfer Kunstgraben fließt das Wasser entweder in den Rothbächer Teich oder direkt in den Hohbirker Kunstgraben. Dieser passiert den Konstantinteich, der früher mit dem Kavernenkraftwerk Drei-Brüder-Schacht sowie dem Rothschönberger Stolln in Verbindung stand. Das Wasser fließt schließlich in den Münzbach ab. Auch Erzengler Teich und Hüttenteich sind über den Münzbach sowie über Kunstgräben mit der Unteren Wasserversorgung verbunden.
Historisch existierte als dritte Abteilung die Muldenwasserversorgung, die zwei nicht zusammenhängende Grabensysteme bewirtschaftete: den Roten Graben im Norden bei Halsbrücke und den Wernergraben im Osten Freibergs bei Muldenhütten.

## Geschichte

### Vorgeschichte
Die Grundlagen für die Entstehung der späteren Revierwasserlaufsanstalt liegen in dem 1168 beginnenden Freiberger Silberbergbau. Wurden im ersten Berggeschrey nur die oberflächennahen Silbererzvorkommen der Zementationszone abgebaut, mussten ab dem 15./16. Jahrhundert größere Teufen aufgeschlossen werden. Dadurch kam es zu einem verstärkten Grund- und Kluftwasserzufluss. Um ein Absaufen der Grubenbaue zu verhindern, musste die Wasserhaltung intensiviert und technisch ausgebaut werden. Außerdem hatten Erzaufbereitungsanlagen wie Poch- und Hüttenwerke einen kontinuierlichen Wasserbedarf, von denen einige mit dem Kuhschachter Kunstgraben versorgt wurden. Mit der Ausweitung des Silberbergbaus nahm deren Anzahl zu. Hieraus resultierte die abschnittsweise voranschreitende Errichtung künstlicher Gräben und Teiche, zunächst nur durch die Bergwerksbetreiber.

### 1558–1851
Der systematische Ausbau der wasserwirtschaftlichen Anlagen erfolgte auf kurfürstlichen Befehl vom 23. Januar 1558 und wurde durch Martin Planer geleitet. In den nächsten Jahrzehnten wurden bestehende Anlagen wie der Untere Großhartmannsdorfer Teich erweitert sowie u. a. der Obere Großhartmannsdorfer Teich, der Rotvorwerksteich, der Zethauer, der Müdisdorfer, der Hohbirker und der Obersaidaer Kunstgraben und Rösche angelegt und hiermit die Wasserscheide zwischen Flöha und Freiberger Mulde durchörtert. Der Rote Graben wurde 1614/15 geschaffen.
Nach dem durch den Dreißigjährigen Krieg bedingten Niedergang des Bergbaus wurde am Ende des 17. Jahrhunderts der weitere Ausbau der Wasserversorgungsanlagen fortgeführt. Hierfür war die 1684 von Kurfürst Johann Georg III. eingerichtete „Kurfürstliche Stolln- und Röschen-Administration zu Freiberg“ unter der Aufsicht des Sächsischen Oberbergamtes für die Anlagen der Wasserversorgung zuständig. Der Ausbau der Anlagen erfolgte vor allem mit dem Ziel des Anschlusses der Flöha, um deren Wasser für den Freiberger Bergbau zu nutzen. Dazu wurden u. a. der Obersaidaer Teich, der Dörnthaler Teich und als letzter Wasserspeicher der Dittmannsdorfer Teich geschaffen. Die Verbindung untereinander besteht durch nacheinander abwechselnd angeordnete Kunstgrabenabschnitte und Röschen. Von 1827 bis ca. 1863 wurden die restlichen 11 km bis zur Flöha fertiggestellt und hierbei u. a. die Mortelbacher Rösche, die Purschensteiner Röschen und die Cämmerswalder Röschen angelegt.

### 1851–1913
Mit der Novellierung des sächsischen Bergrechts wurden der Kurfürst-Johann-Georg-Stolln, der Tiefe Fürstenstolln, der Thelersberger Stolln, der Alte tiefe Fürstenstolln, die Dörnthaler Wasserleitung (später Obere Wasserversorgung), die Junger Fürst zu Sachsen Müdisdorfer Rösche (später Untere Wasserversorgung), die Mortelbacher Rösche, die Muldenwasser-Versorgung „mit all ihrem Zubehör an Huthäusern, Mühlen, Wasserläufen, Teichen, Röschen und Stollnflügeln, deren Rechten und Rutzungen und überhaupt deren gesammtem Vermögen“ aus dem Staatseigentum in das „Gesammteigenthum des Freiberger Reviers“ übergeben. Verantwortlich für die Verwaltung war der Revierausschuss Freiberg, der sie ab ca. 1853 unter der Bezeichnung „Revier-Wasserlaufs-Anstalt“ führte.
In den folgenden Jahrzehnten erfuhr die RWA umfangreiche Erweiterungen, wie z. B. 1872 durch den revierseitigen Teil des Rothschönberger Stollns oder auch nicht unmittelbar mit der Wasserversorgung zusammenhängende Anlagen wie 1873 die Pulverfabrik Freiberg (heute WECO Pyrotechnische Fabrik). Trotz des Anschlusses der Flöha konnte das letzte Teilstück der Oberen Wasserversorgung jedoch erst nach zwei Jahrzehnten Rechtsstreitigkeiten durch den Bau des Neuwernsdorfer Wasserteilers 1882 mit deutlich verringerte Menge in Betrieb genommen werden. Überdies sank der Silberpreis im Ergebnis der Einführung der Goldmark immer stärker, so dass der Freiberger Bergbau zwischen 1899 und 1913 eingestellt wurde.

### 1913 – heute
Nach dem Ende des Silberbergbaus fand man eine neue Nutzungsmöglichkeit in der Energiegewinnung und baute Kavernenkraftwerke im Drei-Brüder-Schacht und im Konstantinschacht, die zwischen 1915 und 1972 Strom lieferten.
Mit Inbetriebnahme der Talsperre Rauschenbach, die den Neuwernsdorfer Wasserteiler überstaute, und etwa gleichzeitiger Außerdienststellung der Kavernenkraftwerke diente die RWA nur der Wasserversorgung. Über Ableitungen wurden Verbindungen zur Chemnitzer und Dresdner Wasserversorgung hergestellt, in die bei Bedarf Wasser eingespeist werden kann.

## Anlagen

### Stauanlagen
Zur RWA zählen heute 11 Teiche, die von der Landestalsperrenverwaltung Sachsen betrieben werden.
Die Staudämme sind Erdschüttdämme oder homogene Dämme mit Lehmdichtung im Kern oder an der Wasserseite. Die Dämme sind sehr breit und haben steile Böschungen. Die luftseitige, mit Gras bewachsene Böschung wird teilweise durch liegende Steinbögen gestützt. Wasserseitig haben die Dämme eine Steinmauer (sogenannte Tarrasmauer) zum Schutz vor Wellen. Zum Ablassen des Wassers gibt es einen Schieber, den sog. Striegel, der vom Striegelhaus mit einer Winde und Stange bedient wird.

### Kunstgräben

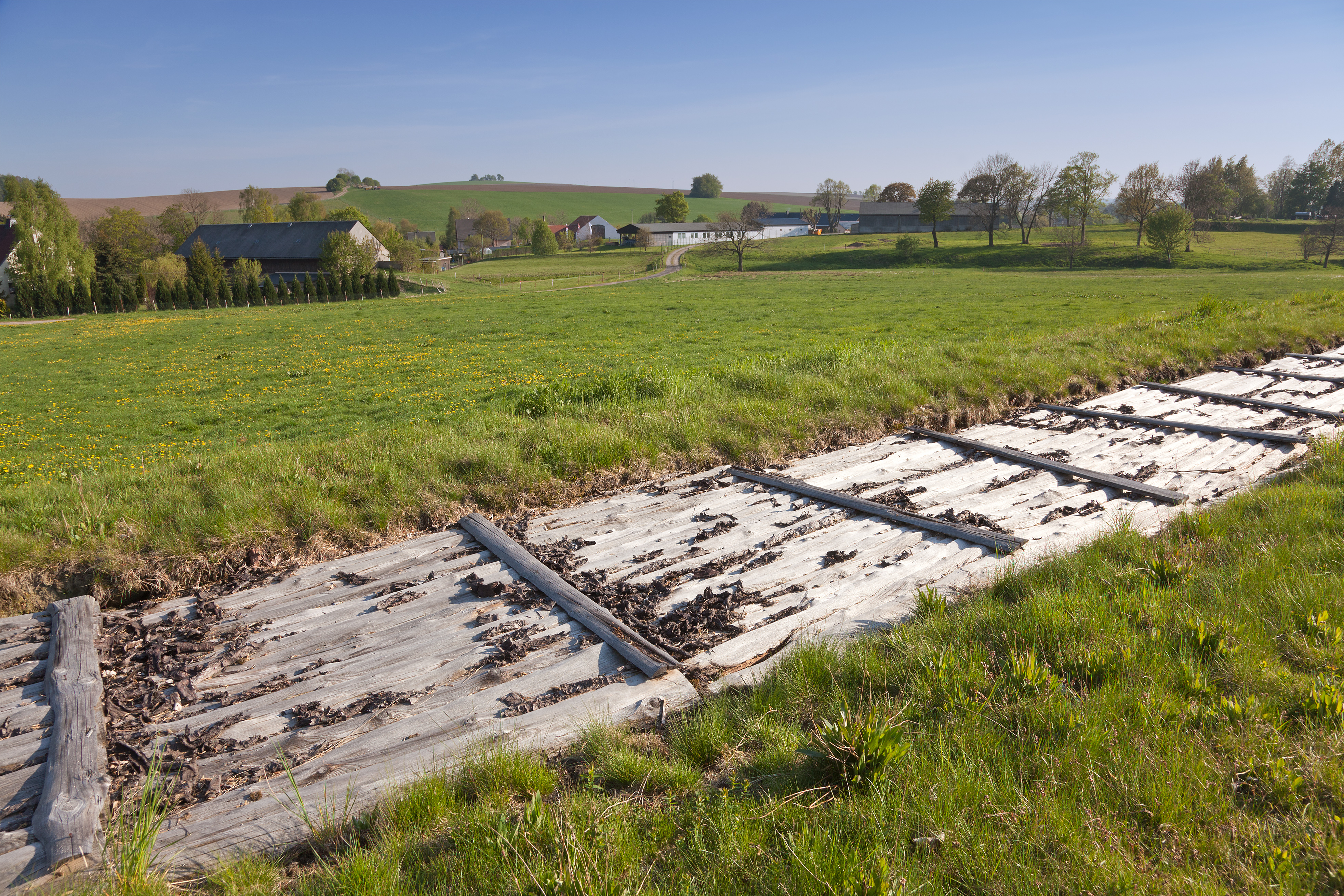
Holz-Schwarten-Abdeckungen wie auf dem Müdisdorfer Kunstgraben schützten früher weite Teile der Kunstgräben. Heute sind sie oft durch Betonplatten ersetzt.

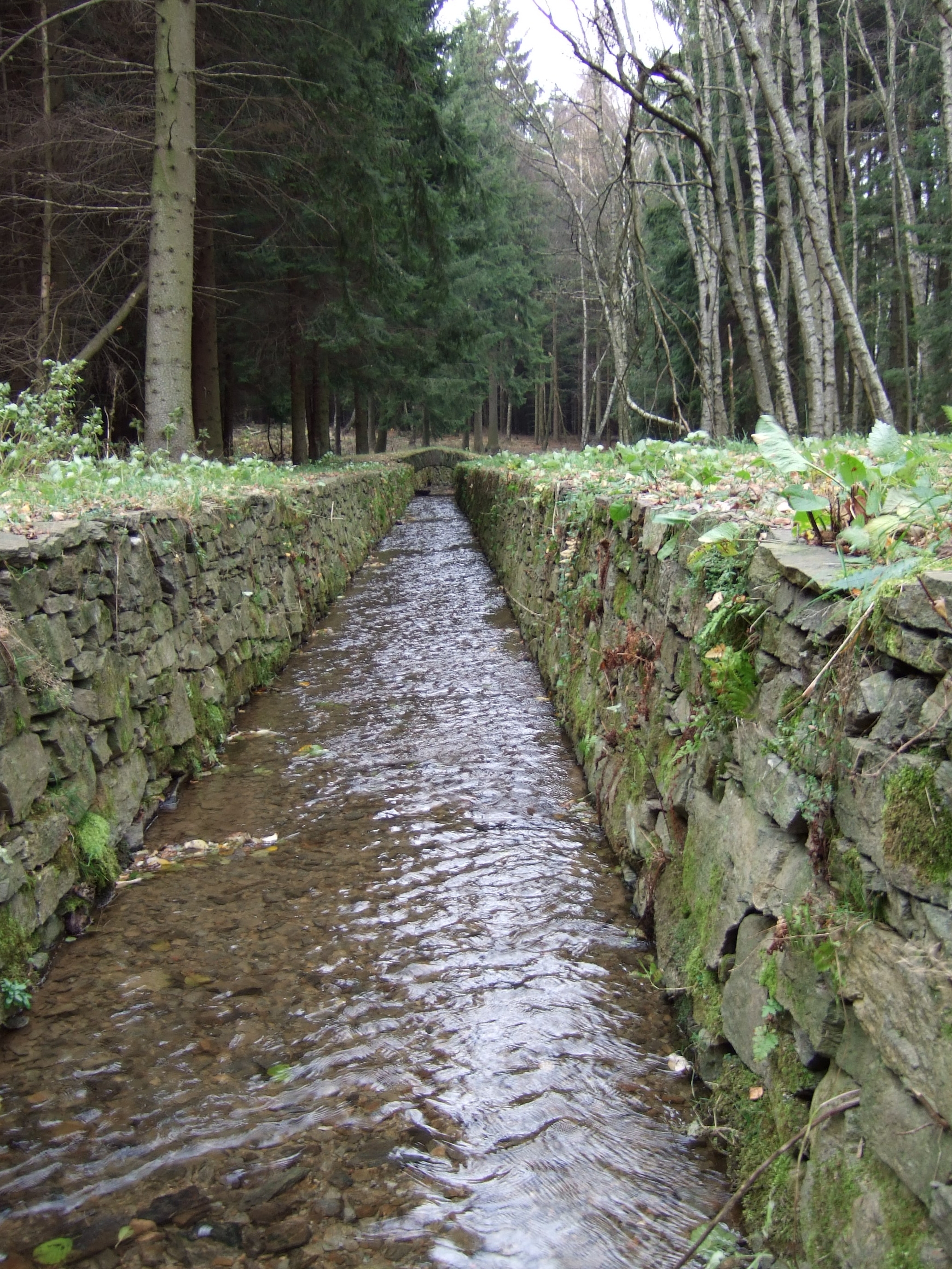
Trockenmauerung des Zethauer Kunstgrabens

Die Gräben weisen eine obere Breite von bis zu 2,2 m auf und verjüngen sich nach unten auf ca. 1,5 m. Ihre Tiefe beträgt über 1 m. Roter Graben und Wernergraben sind etwas breiter. Die Seitenwände bestehen aus Trockenmauerwerk, d. h. Bruchstein mit Lehm ohne Kalkmörtel. Der Boden besteht aus verfestigtem Lehm.
Ursprünglich waren große Teile der Gräben mit Holz-Schwarten abgedeckt. Diese verhindern das Vereisen, das Hineinfallen von Laub und Gegenständen, Viehunfälle und halten Verdunstungsverluste gering. Heute ist die Schwartenabdeckung nur noch an einigen touristisch erschlossenen Stellen zu sehen, sonst aber durch Betonplatten ersetzt.
Ein möglichst konstanter Wasserdurchfluss wird durch verschiedene Wasserbauanlagen erreicht. Wasserteiler wie der Neuwernsdorfer Wasserteiler regeln die Menge des Zuflusses der zahlreichen aufgenommenen Bäche. Schütze, oft mit aufgesetzten Schützhäusern, regeln den Wasserdurchlauf. Über Fluter kann überflüssiges Wasser abgelassen werden.